# Ryan Leslie
Anthony Ryan Leslie, noto semplicemente come Ryan Leslie (Washington, 25 settembre 1978), è un cantante, produttore discografico e rapper statunitense.

## Biografia
Originario di Washington, è il fondatore della Disruptive Multimedia e del NextSelection Lifestyle Group.
Ha prodotto brani di numerosi artisti di diverso genere, inclusi lavori per artisti molto noti come Beyoncé, Britney Spears, Diddy e Kanye West. Nel periodo 2005-2006 ha avuto successo collaborando alla realizzazione del singolo Me & U di Cassie.
Tra gli artisti da lui prodotti vi sono anche Fabolous, New Edition, JoJo, Cheri Dennis, LL Cool J, Mary J. Blige e Chris Brown.
Nel 2008 ha pubblicato il suo omonimo album di debutto, che contiene i brani Diamond Girl, Addiction e How It Was Supposed to Be.
Nel 2009 ha ricevuto due candidature ai BET Awards. Nel 2010 ha collaborato con Lloyd Banks nell'album H.F.M. 2 (The Hunger for More 2). Ha registrato brani anche con vari artisti come Ne-Yo, Fabolous, The Game, Kanye West, Kid Cudi, Pusha T, Jasmine Villegas, Talib Kweli e LL Cool J.
Nel 2011 ha ottenuto la nomination ai Grammy Awards nella categoria "Best Contemporary R&B Album".

## Discografia
- 2009 - Ryan Leslie
- 2009 - Transition
- 2012 - Les Is More
- 2013 - Black Mozart
- 2015 - MZRT